# Torres La Caixa
Les Torres La Caixa és un conjunt arquitectònic situat a l'avinguda Diagonal cantonada amb la Gran Via de Carles III de Barcelona, que allotja la seu operativa de Caixabank.

## Història
Van ser projectats el 1974 per l'arquitecte Josep Antoni Coderch i construïts entre 1979 i 1983 per la Caixa de Pensions per a la Vellesa i d'Estalvis, actualment Caixabank.

## Descripció
És un complex de tres edificis, dos d'ells gratacels. L'edifici 1 té 26 pisos i 85 m d'alçada, mentre que l'edifici 2 té 14 plantes i 48 m. Les dues torres tenen un disseny similar i la façana està recoberta de vidre tintat negre. El logotip de Caixabank destaca a la penúltima planta de cadascuna de les dues torres, on s'ubiquen dos rètols giratoris, que recorren 8.500 quilòmetres a l'any.
L'edifici 3 és més baix i té forma de cub.